# Koshtī Gīrchāk
Koshtī Gīrchāk (persiska: Koshtī Gīchāk, Koshtīgīr Chāk, کشتی گیچاک, کشتی گیرچاک) är en ort i Iran.   Den ligger i provinsen Gilan, i den nordvästra delen av landet, 190 km nordväst om huvudstaden Teheran. Koshtī Gīrchāk ligger 1 798 meter över havet och antalet invånare är 178.
Terrängen runt Koshtī Gīrchāk är kuperad åt sydost, men åt nordväst är den bergig. Runt Koshtī Gīrchāk är det ganska tätbefolkat, med 56 invånare per kvadratkilometer. Närmaste större samhälle är Deylamān, 9,8 km öster om Koshtī Gīrchāk. Trakten runt Koshtī Gīrchāk består till största delen av jordbruksmark.